# The Farm (Tennessee)

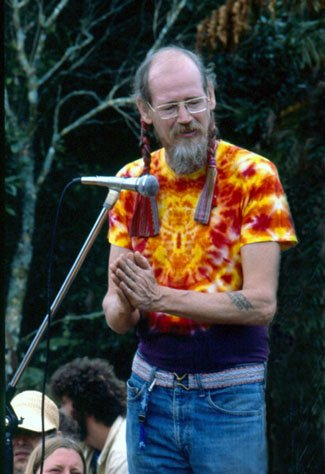
Stephen Gaskin au festival de musique Nambassa, Nouvelle Zélande 1981

The Farm est une communauté hippie fondée en 1971 située dans le comté de Lewis, dans le Tennessee, aux États-Unis, près de la ville de Summertown dans le Tennessee, basée sur les principes de la non-violence et le respect de la Terre. Elle a été fondée en 1971 par Stephen Gaskin et 320 hippies de San Francisco. « The Farm » est bien connue des hippies et des végétariens. Environ 175 personnes y résident.

## Les origines
« The Farm » (la ferme en anglais) a été établie au terme d'une tournée de conférences à travers les États-Unis, organisée par Stephen Gaskin et ses amis, qui voyageaient dans une caravane de 60 autobus, fourgonnettes et camions. En chemin, ils visitent différents lieux en vue d'établir la communauté, avant de se décider pour le Tennessee. Après l'achat de 430 hectares pour 28,28 $ l'hectare, la communauté a commencé à bâtir dans les bois, le long des routes forestières. 304 autres hectares adjacents pour 43,12 $ l'hectare ont été achetés peu après.
« The Farm » dispose d'une situation inhabituelle, à proximité d'habitats dispersés Amish et à environ 35 miles de la maison où fut fondé le Ku Klux Klan. Un pavillon d'entrée en briques la sépare du monde extérieur.
Dans les années 1970, les membres de la communauté font vœu de pauvreté et ne possèdent pas de biens personnels - cette restriction s'est assouplie avec le temps -. Ils s'engagent à ne pas utiliser le contrôle artificiel des naissances, l'alcool, le tabac, les psychotropes ou les produits animaux. En raison de leurs vêtements teints et de leurs techniques agraires d'un autre temps, la presse les appelle « les Amish Technicolor ».
« The Farm » a installé son propre système d'approvisionnement en eau. Les communications au sein de la communauté ont été réalisées avec un système de vieux téléphones filaires offert par une ville du coin, et plus tard avec la radio CB pour les urgences. Pendant les dix premières années, les lampes à kérosène sont la règle, pour se tourner ensuite vers l'utilisation de batteries de voiturettes de golf (ou de tracteurs) alimentant des ampoules d'automobiles. Beaucoup des logements sont non conventionnels, allant des autobus scolaires à la modification de tentes de l'armée. Avec le temps, de plus grandes maisons sont construites, chacune offrant un abri pour plusieurs familles et personnes seules, avec un maximum de 40 habitants sous un même toit. Les visiteurs sont logés dans une grande tente réalisée en cousant ensemble deux tentes de l'armée.

## Le projet
« The Farm » produit son électricité, dispose d'un système de compostage, d'équipements agricoles, de construction et de démolition, d'une clinique, de bois de chauffage, d'une énergie de substitution, d'un parc automobile, d'une laverie, d'une usine de tofu, d'une boulangerie, d'une école et d'un service d'ambulance. La communauté a créé The Book Publishing Company, qui a publié, entre autres, les œuvres Stephen Gaskin. Son école de sages-femmes et le livre « Spiritual Midwifery » d'Ina Mai Gaskin sont une référence dans le monde entier.
La communauté a également organisé une laiterie « soja », qui a développé et commercialisé plus tard, une glace au lait de soja appelée « Ice-Bean », ainsi qu'un magasin de légumes dans la ville de Summertown. 
Loin de l'image d'un monde nébuleux, c'est un lieu actif, pleinement engagé avec le monde. Il a une structure forte, sous la forme de 10 sociétés à but non lucratif et 20 entreprises privées. C'est aussi un des premiers écovillages, après Findhorn en Écosse et Auroville en Inde.

### Tennessee Farm Band
Le groupe de rock Tennessee Farm Band, dans le style Jam Band, continue à faire des tournées. Mantra Records et Records Akarma distribuent leurs albums.

### Plenty
En 1974, à la suite d'une tornade les ayant amenés à aider des voisins, « The Farm » crée Plenty (plus tard, Plenty International). Cette association commence par la collecte et la fourniture de nourriture aux victimes de catastrophes et la fabrication de couvertures.
Après le tremblement de terre de 1976 au Guatemala, et pendant quatre années, l'association aide à reconstruire 1 200 maisons et à poser 27 kilomètres de canalisations d'eau. Ils établissent une micro-commune de bénévoles et leurs familles, qui vivent simplement parmi les populations mayas et travaillent sous l'approbation du gouvernement militaire.
Plenty a un bureau à Belize, en Amérique centrale, qui a lancé un programme de repas scolaires et de jardins biologiques. Ceux-ci sont plantés à côté de chaque école pour assurer la production de légumes pour l'alimentation des enfants. Un programme de sages-femmes a contribué à former plus de 60 femmes, originaires de villages mayas, aux soins prénataux et aux techniques d'accouchement sans danger.
Plenty est l'une des premières organisations de secours à entrer à La Nouvelle-Orléans, pour apporter de l'aide aux survivants, trois jours seulement après l'ouragan Katrina.

## Reconnaissance
Stephen Gaskin est récipiendaire du premier prix Nobel alternatif en 1980, « pour partager, faire attention et agir avec et au nom de ceux qui en ont besoin  ».

## Sources
- (en) Cet article est partiellement ou en totalité issu de l’article de Wikipédia en anglais intitulé « The Farm » (voir la liste des auteurs).